# Contea di Västmanland
La contea di Västmanland o Västmanland län è una delle contee o län della Svezia situata nella parte centrale del paese.
Confina con le contee di Södermanland, Örebro, Dalarna e Uppsala, una piccola parte della contea si affaccia sui laghi Mälaren e Hjälmaren.

## Comuni
|  | - Arboga - Fagersta - Hallstahammar - Kungsör - Köping - Norberg - Sala - Skinnskatteberg - Surahammar - Västerås |

## Aree naturali protette
In questa contea si trova parte del Parco nazionale Farnebofjärden.